# Risocaine
Risocaine (hoặc propyl 4-aminobenzoate) là thuốc gây tê cục bộ.